# Севернюк Тамара Артемівна
Тамара Артемівна Севернюк  (нар. 26 липня 1940, Старокостянтинів Старокостянстинівського району Хмельницької області)  — поет-лірик, поет-пісняр, перекладач, публіцист, журналіст

## Біографія
Тамара Севернюк народилась 26 липня 1940 року у місті Старокостянтинів Старокостянтинівського району Хмельницької області, в сім'ї вчительки та військового.
Після семирічки вчилася в Хмельницькому педагогічному училищі, після закінчення якого вчителювала в Старокостянтинівській школі № 5.

В 1961 році поступила на філологічний факультет (любов до Слова, до Поезії були з дитинства — її вірш було опубліковано в районній газеті, коли вона вчилася в четвертому класі) Чернівецького державного університету: 
|  | «… памятаю, як бігли мої п’ятикласники з гілочками квітучих вишень через усю центральну вулицю любого Старокостянтинова до автобусної станції, коли я від’їжджала у Чернівці на навчання у держуніверситет … |

За ті білі гілочки можна було віддати серце своє, що я і зробила, закарбувавши на тому шляху свою молодість і вдячність дитячій вірності …".

Після університету Тамара Севернюк стає журналістом, публіцистом, працює у редакціях Путильської районної газети, в обласній молодіжній газеті «Молодий буковинець», «Радянська Буковина», «Буковина».
Журналістом Тамара Артемівна пропрацювала 27 років.
Ще в університеті почала писати «дорослі» поезії, відвідувала літоб'єднання, друкувалась. 

У автобіографічних нотатках «Дещо про себе» поетеса згадує: "Моїм хрещеним батьком у літературі був відомий літературний критик Микола Ільницький. Саме він благословив у світ мою першу поетичну ластівку — книгу «Серце вміє співати».
 За цю книгу Тамару Севернюк прийняли в Спілку письменників СРСР.
З часом набирає розмаху її поетична творчість, одна за одною виходять її збірки «На ранковій землі», «Срібна папороть», «Озарение Августом», «Поезії», «Милосердие», «Джерельні веретена», «Летить душа наївна…», «Злам», «Заглянуть в озябшее серце», «Заметіль забуття» та інші. 

За збірки віршів «Серце вміє співати», «На ранковій землі», «Луни дня», «Срібна папороть» Тамара Севернюк одержує премію імені Кузьми Галкіна в галузі літератури і мистецтва. 

Творчість Тамари Севернюк стає широко відомою, про неї пишуть українські і зарубіжні критики. Ось що, наприклад, писала про її книжку «Джерельні веретена» доктор українознавства з Німеччини Анна-Галя Горбач (статтю опубліковано в нью-йоркському журналі Союзу українок «Наше життя», січень, 1992 рік): «Тамара Севернюк родом з Хмельницької області, глибоко вросла в буковинський ґрунт, бо проживає вже понад 30 років у Чернівцях і належить до провідних українських постатей культурного життя не тільки як поетеса, але й як видатна журналістка і публіцистка …». Див. також

Тамара Артемівна Севернюк стала на сьогодні автором 27 художніх книг.
Вже готується наступна книга. А є ж ще «цілий метр» щоденникових записів, які чекають своєї черги на опублікування — тільки окремі записи щоденників використані при створенні книг «Спокуса білої пустелі» та «Дотик безсмертника …»
.

Майбутні книги чекають своєї черги

Тамара Севернюк не тільки авторка трьох десятків книг поезії, а ще є автором майже сотні, а можливо і більше, про це можуть знати, окрім неї самої хіба що бібліографи, найрізноманітніших публікацій: нарисів, Інтерв'ю, статей, роздумів, есе, рецензій, а також матеріалів із несподіваними поглядами й оцінками знаних на Буковині журналістів та письменників. 

Окремі твори поетеси перекладалися вірменською, польською, румунською, німецькою, їдиш, угорською, італійською та англійською мовами. 

На її вірші написано чимало пісень відомими композиторами. 

Тамара Севернюк — член Національної спілки письменників України і Спілки журналістів України. 

За свою творчість була відзначена обласними літературно-мистецькими та журналістськими преміями імені Дмитра Загула, Сидора Воробкевича, Володимира Бабляка та Міжнародною премією імені Володимира Винниченка. 

В січні 2007 року Тамара Артемівна Севернюк удостоєна почесного державного звання «Заслужений діяч мистецтв України».

## Творча діяльність

### Поет-лірик
Про Тамару Артемівну Севернюк — поета вже написано книжку.

Її письменницький портрет найбільш виразно «малюють» мазками-фразами відомі особистості:

"У Тамари Севернюк свій інтонаційний ключ — а це головна ознака самодостатності поета, її не сплутаєш ні з ким (Борис Олійник, поет-академік). 

«Мало таких книжок, такого емоційного заряду, з такою аурою, з таким пієтетом до творчої людини. Ця книга не просто творче звершення, це творче подвижництво» (Михало Слабошпицький, критик, прозаїк — про книгу «Летючий Промінь Вічності»).
«Поетеса, яка серцем чує рідне слово, яка живе з великою любов'ю і з повагою прочитує внутрішній світ людини, маючи вишуканий смак художника …» (Василь Зінкевич, Народний артист України).
«Зміст її і теперішнього життя — в любові до всього сущого …вона ще багато чого сокровенного має сказати людям» (Надія Будна, журналіст).
"…Ось уже сорок років поезії Тамари Севернюк приходять до читачів, бентежать їх серця, спонукають до роздумів, закликають до творення краси і добра. Вони справді, «як дотик безсмертника», «як подих літа в заметілі» …(Рауль Чілачава, український і грузинський поет, заслужений діяч мистецтв України)
ЇЇ вірші — про світлу печаль любові, вдячну відданість правді пройдених життєвих доріг з їхніми надбаннями і витратами, з болем розчарувань і теплою радістю від не загубленого жорстокими вирами часу людського і людяного в людині. 

ЇЇ поезії знаходили і знаходять почесне місце в часописах України, в альманахах, антологіях, колективних літературних виданнях як України так і за кордоном — Німеччині, Угорщині, Румунії, Італії. 

Письменниця Тамара Севернюк автор майже трьох десятків поетичних і художньо-документальних книг: 

- «Серце вміє співати» (Карпати, Ужгород, 1977);

- «На ранковій землі» (Молодь, Київ. 1961);
- «Луни дня» (рос.)(Карпати, Ужгород, 1981);
- «Срібна папороть» (Радянський письменник,Київ, 1983);
- «Озарение августом» (Карпати, Ужгород, 1985);
- «Милосердие» (рос.)(Карпати, Ужгород, 1988);
- «Поезії» (Дніпро, Київ, 1988);
- «Джерельні веретена» (Молодь, Київ, 1991);
- «Летить душа наївна» (Український письменник, Київ, 1993);
- «Злам» (Прут, Чернівці, 1993);
- «Заглянуть в озябнувшее сердце…» (рос.) (Прут, Чернівці, 1995)
- «Заметіль забуття» (Букрек, Чернівці, 1996);
- «Пам'ять води» («Бедрихаїв край»,Городок, 1997)
- «Йорданська ніч» (Пірекс, Варшава, Польща, 1999);
- «Спокуса білої пустелі» (Місто, Чернівці, 2001);
- «Дотик безсмертника» (Золоті литаври, Чернівці, 2004);
- «Чисте світло» («Букрек», Чернівці, 2005);
- «И нечего таиться, и нечего таить» (рос.) (Астропринт, Одеса, 2005);

- «Зблиски» (англ.) (Букрек, Чернівці, 2005);
- «І що розп'яте — долюблю» (Букрек, Чернівці, 2007);
- «Летючий промінь вічності» (Золоті литаври, Чернівці, 2007);
- «О, Чернівці, оаза дивини» (Золоті литаври, Чернівці, 2008);
- «Крізь дим осеневих згорань»
- «Музика чорної вишні» (Золоті литаври, Чернівці, 2009) та інші.

Окремі твори поетеси перекладались англійською, вірменською, польською, їдиш, німецькою, італійською, угорською, російською та румунською мовами. 

Твори Тамари Севернюк перекладали: на італійську мову — Іван Труш, їдиш — Йосип Бург та Меїр Харац, румунську — Олена Маріца, вірменську — Гаруш Ар'янц, німецьку — Зіновія Пенюк.

### Поет-пісняр
На вірші Тамари Севернюк написано чимало пісень композиторами Анатолієм Кос-Анатольським, Левком Дутківським, Павлом Дворським, Володимиром Лобураком, Олександром Злотником, Леонідом Затуловським, Йосипом Ельгісером, Володимиром Прокопиком, Володимиром Мельниковим та іншими. 

Пісні Севернюк виконували і виконують народні артисти України Василь Зінкевич, Лілія Сандулеса, Павло Дворський, Іво Бобул, заслужені артисти України Іван Дерда, Ольга Добрянська, Леонід Корінець, дуети: «Писанка» (Оксана Савчук, Іван Кавацюк) та «Скриня» (Марія і Володимир Лобураки), виконавиця співаної поезії Зоя Слободян, тріо «Либідь» (заслужені артистки України Наталя Ятченко, Валентина Михайлова, народна артистка України Лідія Михайленко), тріо «Ностальгія» (Віктор Марущак, Світлана Гайсан, Василь Боднар). 

Тамара Артемівна Севернюк і сама складає музику на свої вірші.
Пісні в авторському виконанні Тамари Севернюк із альбому «Послухай тишу …»[недоступне посилання з липня 2019] :
- «Слухає кроки…»
- Іній
- «Забути сон, забути час…»
- Таїна
- «Любов'ю я не знаю що назвать…»
- Папороть молода
- Вимір
- «Існує легенда, коли коханий дарує…»

- Чорні коралі
- Верность
- «Ветер издали доносит песни осени в мой дом…»
- Близость
- «Легкий танець павутинки…»
- Вічний вальс
- «Чую, як вітер плаче у квітах…»
- «Голубе, вітре, оченьки витри…»
- Наука
- Пой, Тамара
- Порцелянові смерки

### Перекладач
Тамара Севернюк — автор перекладів з румунської мови поезії Міхая Емінеску, Тудора Аргези, Вероніки Микле, Аркадія Опайця (окрема поетична книжка «Реанімаційна палата»), Ніколае Теуту, Іліє Зегрі, Георге Воде, Міхая Бенюка, Думітру Матковського, Іон Козьмен та інших.

### Мистецьке хобі
Це хобі, це захоплення — ще одна грань творчого таланту Тамари Севернюк, яку її володарка не достатньо проявила: створення художніх мініатюр. Їх ніхто не перераховував, але їх багато — десятки «маленьких картин», тематично схожих, але немає двох однакових. Тільки невелику їх кількість використав художник Аркадій Томулець при ілюструванні книги Тамари Севернюк «Музика чорної вишні»(Поетично-сповідальне освідчення)

#### Галерея художніх мініатюр авторства Т.А.Севернюк
років — твори для дітей середнього й старшого віку «Чисте світло», поезії «І що розп'яте — долюблю» (Чернівці, «Букрек», відповідно — 2005, 2007), «И незачем таиться, и нечего таить…» (Лірика 1974—2004. — Одеса, «Астропринт», 2005), «Зблиски» (Чернівці, 2005), «Дотик безсмертника…» (Поезії. Сторінки щоденників. — Чернівці. 2003), «Спокуса білої пустелі» (Сторінки життя. Поезія. Бібліографія. Архіви. — Чернівці, 2001).

## Громадсько-культурна діяльність
Севернюк Тамара Артемівна протягом усього свого дорослого життя бере активну участь у громадському і культурному житті країни і Буковинського краю, відгукується на всі значні події та явища, проводить незліченну кількість зустрічей з читачами в Україні і за кордоном (Росія, Румунія, Німеччина, США, Угорщина).
Вже впродовж кількох років Тамара Артемівна веде авторську програму «О, що то є поезія землі…» в Муніципальній бібліотеці імені Анатолія Добрянського, де молоді поети можуть прочитати свої тексти і отримати влучні коментарі вже знаного майстра пера. У заходах беруть активну участь учні шкіл міста Чернівці і краю, студенти технікумів та вузів, які роблять перші літературні проби пера в поезії, прозі, художньому перекладі. Поезії 14 учасників «поетичної школи» були відібрані для участі у Всеукраїнському конкурсі «Моя Батьківщина: Україна очима дітей».

## Нагороди
- Орден княгині Ольги ІІІ ступеня (2020)[12];
- Заслужений діяч мистецтв України (2007);
- Міжнародна премія імені Володимира Винниченка;
- Премія імені Кузьми Галкіна в галузі літератури і мистецтва;
- Літературна премія імені Дмитра Загула;
- Літературно-мистецька премія імені Сидора Воробкевича;
- Премія в галузі публіцистики імені Володимира Бабляка;
- Медаль «На славу Чернівців»;
- Почесна відзнака Чернівецької обласної державної адміністрації та Чернівецької обласної ради «Буковина».